# The Southwestern Naturalist
The Southwestern Naturalist (abreviado Southw. Naturalist) es una revista científica con ilustraciones y descripciones botánicas que es publicada en Dallas desde el año 1956 por la Southwestern Association of Naturalists.
The Southwestern Naturalist está abierta a artículos en inglés (con un resumen en español requerido). Se ocupa de organismos vivos o fósiles, ensamblajes o ecosistemas de México, América Central y la región de los Estados Unidos al oeste del río Misisipi y el sur de 40° de latitud norte. La anatomía, la fisiología, la herencia, la conducta, la historia natural, la dispersión, distribución, evolución y sistemática son ejemplos de temas aceptables, pero no constituyen una lista exhaustiva.